# Konrad Laib
Konrad Laib (Eislingen, 1410 circa – dopo il 1460) è stato un pittore tedesco.

## Biografia

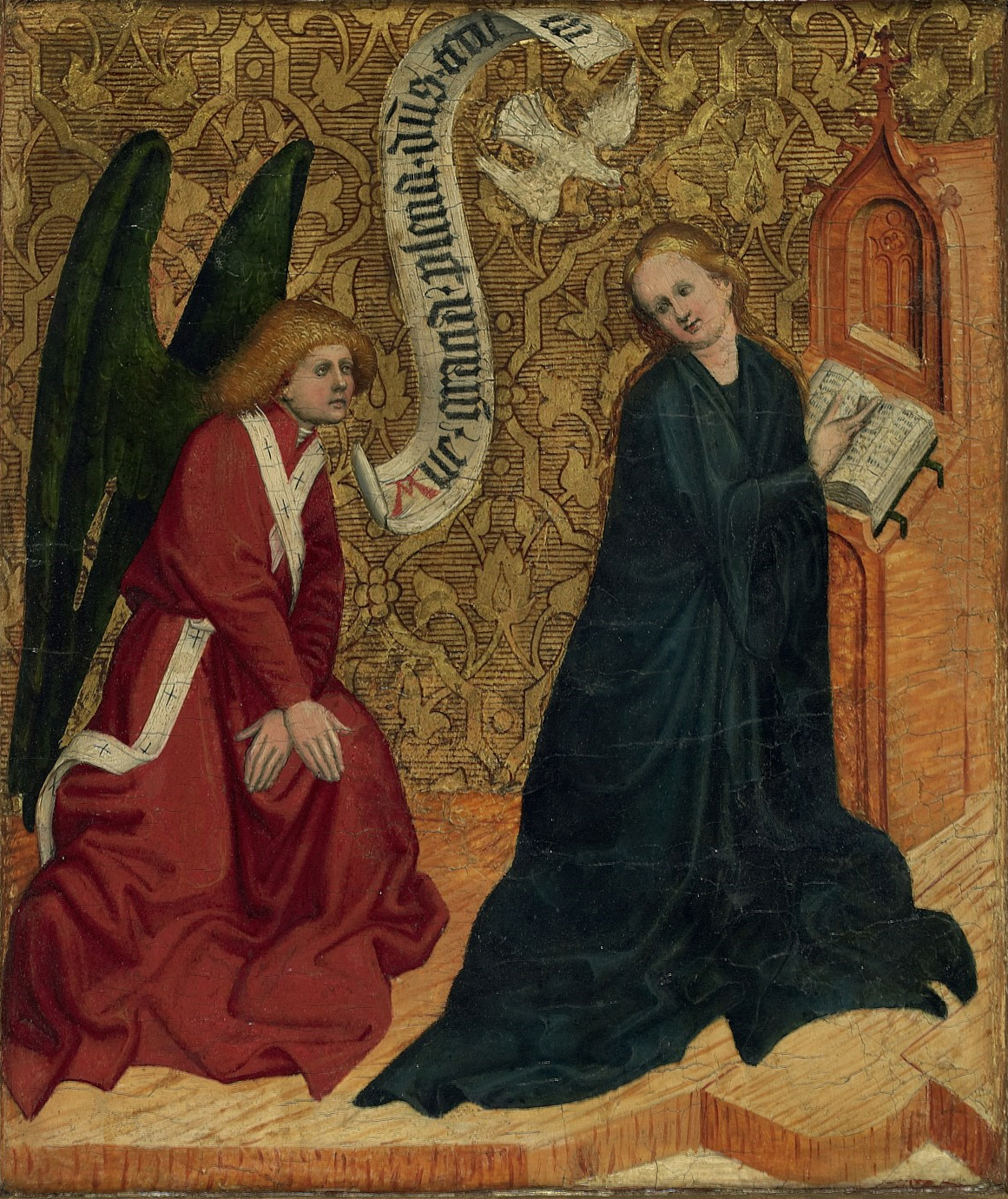
Annunciazione, Salisburgo

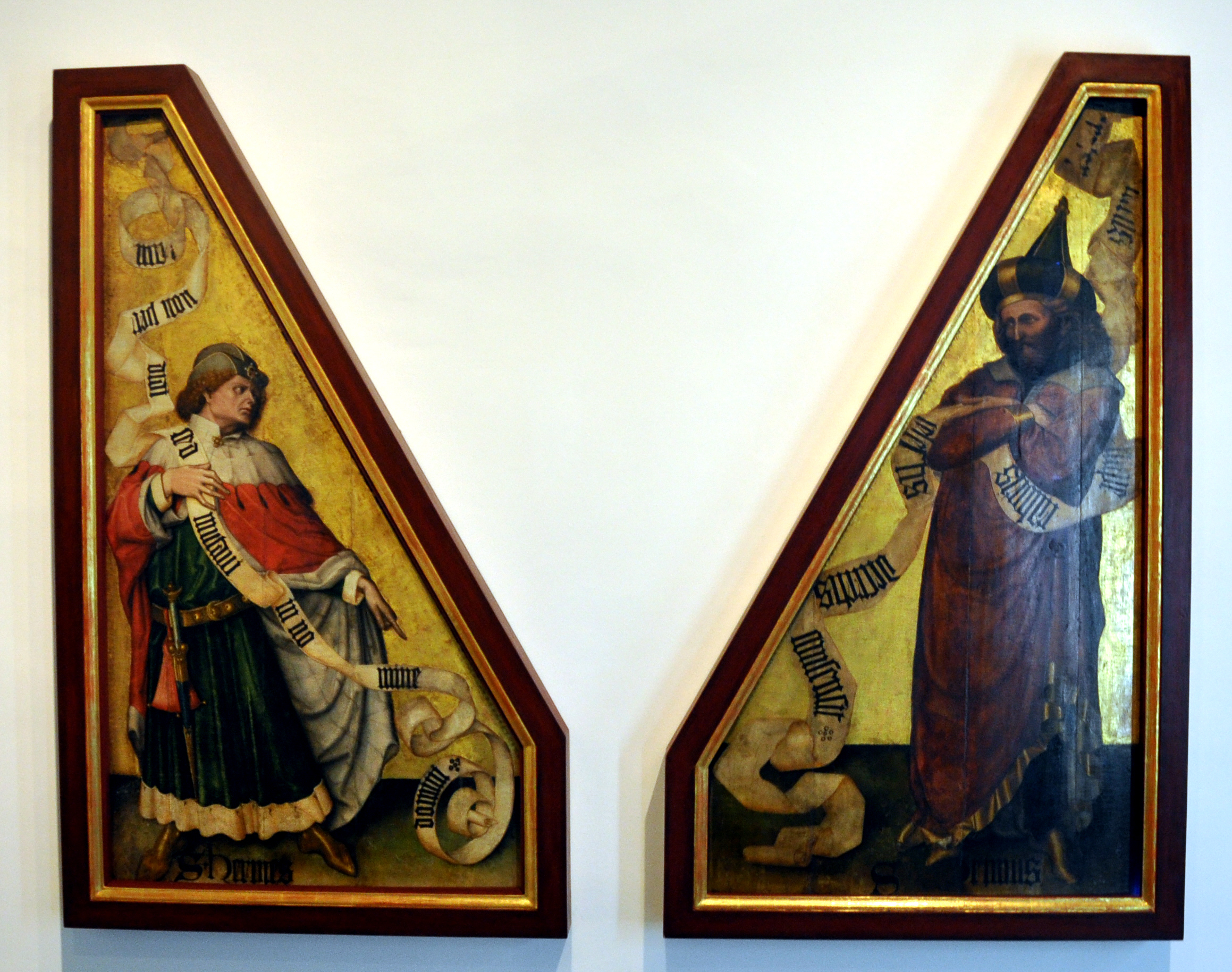
Sant'Ermete e San Primo, Salisburgo

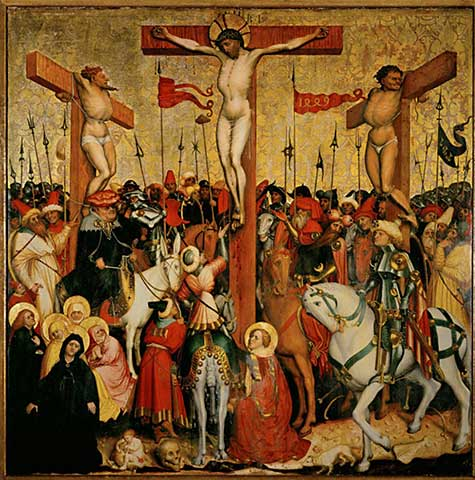
Crocifissione, Österreichische Galerie Belvedere, Vienna

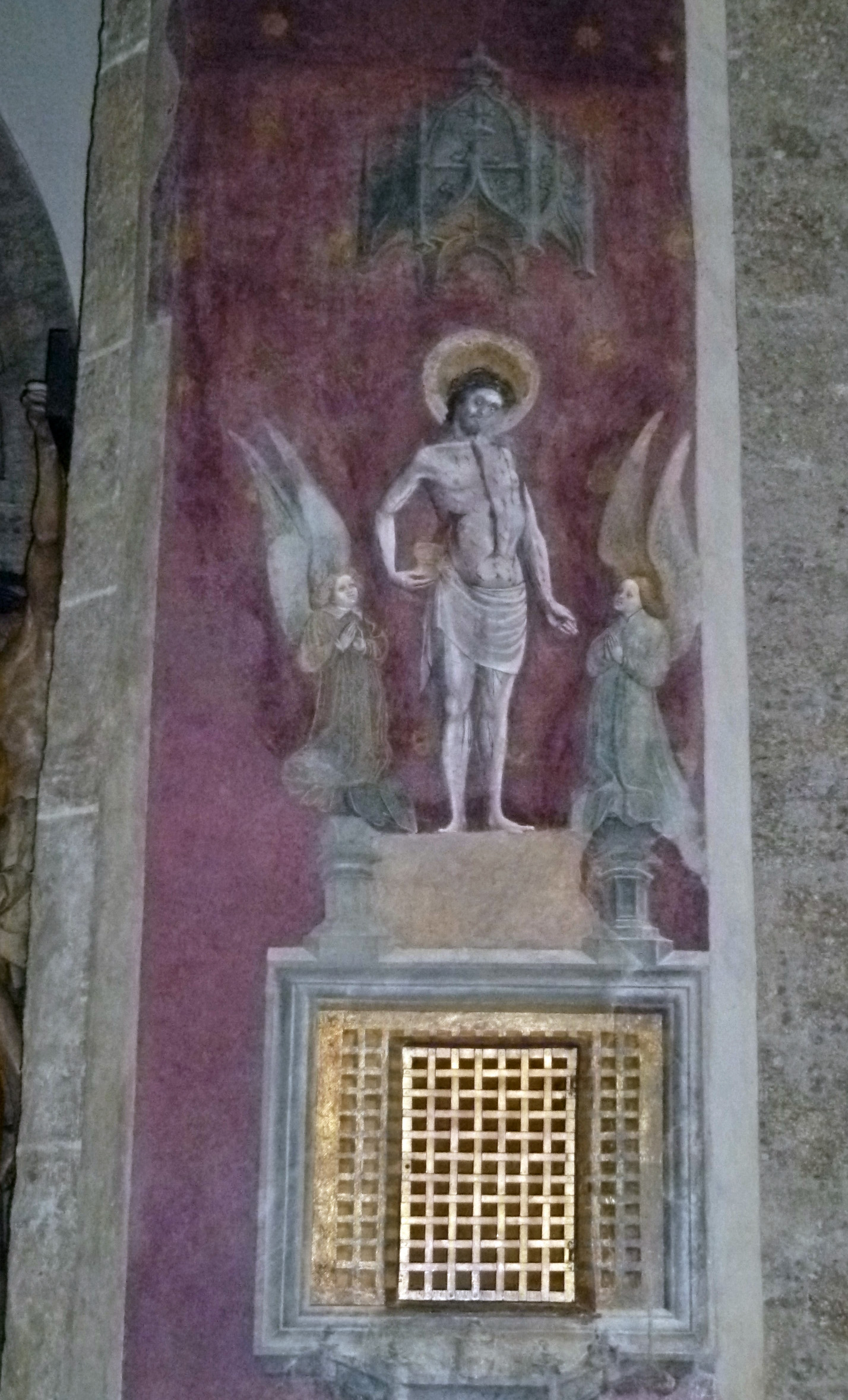
Uomo dei dolori, Chiesa francescana di Salisburgo

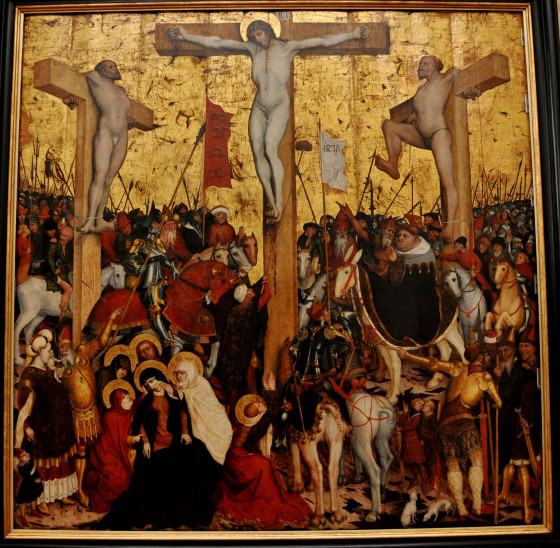
Crocifissione, Graz

Konrad Laib è menzionato per la prima volta nel 1442 a Salisburgo;  nel 1448 acquista il diritto di borghesia. La sua prima opera nota, risalente al 1440, è un Polittico della Vergine destinato in origine ad una chiesa di Salisburgo, di cui oggi rimangono solo due pannelli: una Natività conservata nel seminario di Frisinga e un'Adorazione dei Magi nel museo di Cleveland, dimostra che continuò la tradizione pittorica salisburghese. Al contrario due pannelli risalenti al 1445 circa, di forma triangolare ed ora al Museo Carolino Augusteum di Salisburgo e con le rappresentazioni di Sant'Ermete e San Primo, mostrano un diretto influsso fiammingo ed una tecnica vicina a quella di Konrad Witz e di Hans Multscher. I due pannelli erano molto probabilmente due ante d'organo e provengono da Hogastein.
Per tale motivo è stata avanzata l'ipotesi di un viaggio di Konrad Laib nei Paesi Bassi, anche se non vi sono prove certe al riguardo; al contrario è certa una influenza diretta con la pittura veronese e padovana e principalmente con le opere di Altichiero, come si vede dalla Crocifissione del 1449, dipinta per affrancarsi dall'imposta che comportava l'iscrizione alla lista della borghesia: venne esposta all'inizio nella Cattedrale di Salisburgo ed ora si trova nella Österreichische Galerie Belvedere di Vienna. La scritta L. Pfenning sulla tavola è stata a lungo interpretata come la firma di un maestro. Le portelle mobili a suo tempo presenti sono andate disperse: le tavole rappresentanti l'Annunciazione e la Natività si trovano nel Palazzo Vescovile di Padova, mentre quella con il Trapasso della Vergine sono nel Seminario vescovile di Venezia. Le portelle esterne rappresentavano San Corbiniano (parte inferiore a Padova) e San Floriano (questo pannello è ora diviso in due parti, una conservata a Padova e l'altra a Venezia).
Un'altra opera degna di nota di Laib è il San Massimiliano ora a Bischofshofen. Un'altra Crocifissione, ora nel Museo diocesano di Graz fu dipinta del 1457 e riporta la firma Laib: con quest'opera ritorna alla tradizione della pittura salisburghese.
L'ultima opera importante di Laib è il Trittico della parrocchiale di Ptuj, ora nel Prokrajinskii Muzej: è un misto tra la tipologia tedesca del polittico ad ante mobili e l'ancona veneziana. Aperto mostra al centro la Morte della Vergine ed sulle anti laterali San Girolamo e San Marco; chiuso sui lati mostra San Nicola e San Bernardino da Siena. Sulla predella vi è Santa Veronica che offre il velo miracoloso portato da due angeli.
Di epoca un poco posteriore è una Vergine con il Bambino, ora a Monaco di Baviera alla Alte Pinakothek.
A Laib sono stati attribuiti anche due affreschi della chiesa francescana di Salisburgo: un Cristo nel giardino degli Ulivi ed un Uomo dei dolori.
In passato a Laib era stato attribuito il Ritratto di Sigismondo di Lussemburgo, ora considerato dalla maggioranza degli storici opera del Pisanello.